# Camphillské hnutí
Camphillské hnutí je mezinárodní síť společenství spravovaných podle zásad antroposofie. Camphillské komunity jsou tvořeny statkem, provozujícím samozásobitelské biodynamické zemědělství, a zároveň poskytují ubytování a péči osobám se zdravotním handicapem, především mentálním. Klienti jsou integrováni do rodinného života, komunita jim poskytuje pracovní terapii, vzdělání a kulturní vyžití. Na rozdíl od tradičních léčeben nejsou ošetřovatelé (většinu z nich tvoří dobrovolníci) a chovanci nijak zřetelně odděleni, důraz je kladen na společné rozhodování a spravedlivou distribuci zisků.
Hnutí založili v roce 1939 ve Skotsku emigranti z Rakouska, pediatr Karl König a učitel a umělec Carlo Pietzner, o rok později vznikla na statku Camphill nedaleko Aberdeenu první komunita. Postupně se hnutí rozšířilo na více než sto camphillských vesniček existujících ve dvaadvaceti zemích světa. První český camphill funguje od roku 2004 v Českých Kopistech.